# 8127 Beuf
8127 Beuf một tiểu hành tinh vành đai chính được phát hiện ngày 27 tháng 4 năm 1967 bởi C. U. Cesco ở Đài thiên văn Félix Aguilar ở El Leoncito. Nó được đặt theo tên nhà thiên văn học người Pháp, Francisco Beuf.